# Pierre Louis Maupertuis
Pierre Louis Moreau de Maupertuis (28. září 1698, Saint-Malo, Francie – 27. července 1759, Basilej, Švýcarsko) byl francouzský filosof, matematik a přírodovědec. Byl ředitelem francouzské Akademie věd. Připisuje se mu objev principu nejmenší akce.

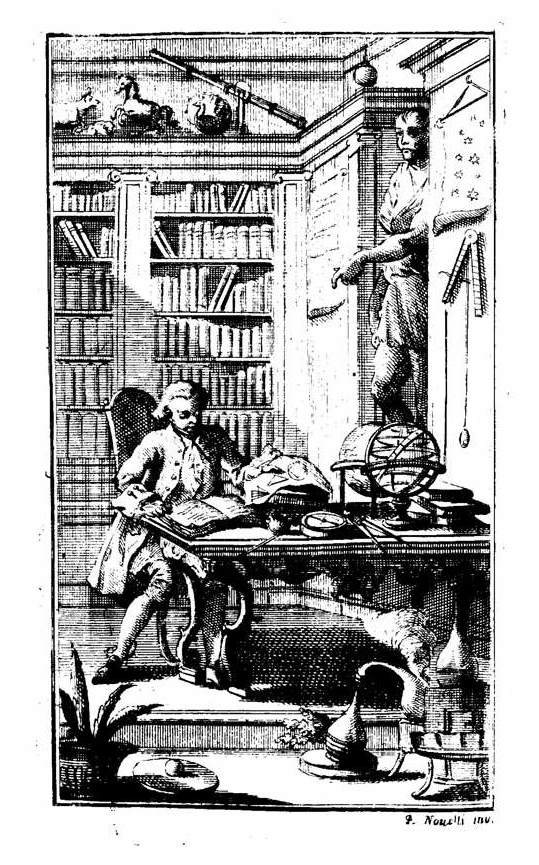
Lettres

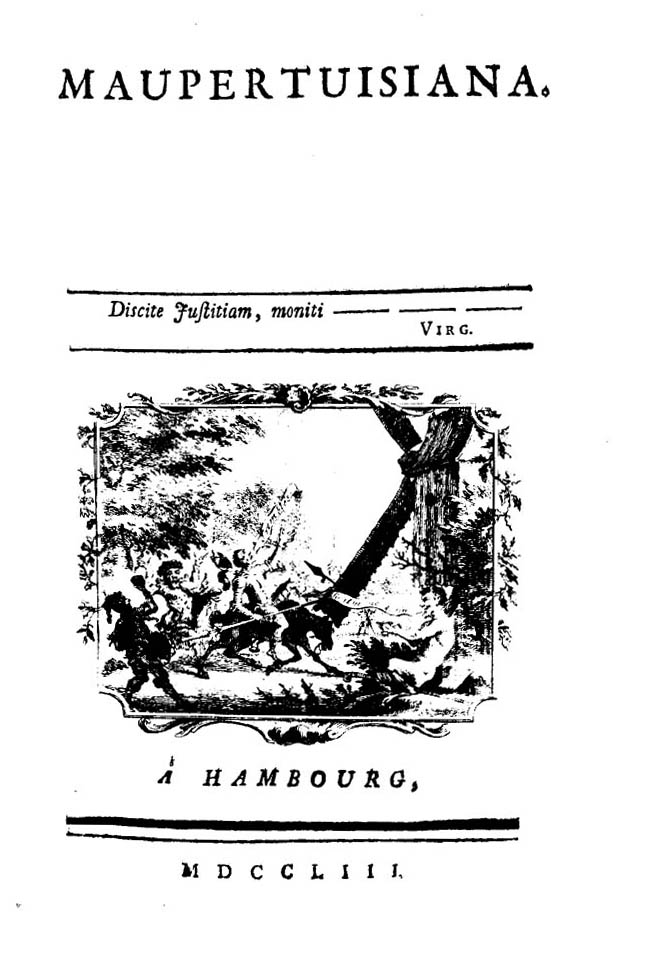
Voltaire, Maupertuisiana, 1753

## Význam
V roce 1742 se stal jedním z prvních vědců, kteří připouštěli možnost významu dopadů komet na Zemi a následných katastrof (předjímal tak například dopad asteroidu Chicxulub a s ním související vymírání na konci křídy). Ve své době však ještě nemohl být s tímto názorem doceněn. Je po něm pojmenován kráter Maupertuis na přivrácené straně Měsíce.